# Nederlandse kampioenschappen indooratletiek 2016
De Nederlandse kampioenschappen indooratletiek 2016 werden op zaterdag 27 en zondag 28 februari 2016 georganiseerd. Plaats van handeling was het sportcentrum Omnisport Apeldoorn.
Het NK Indoor Meerkamp werd gehouden in het weekend van 13 en 14 februari in Apeldoorn.

## Uitslagen

### 60 m
| rang   | atleet              | prestatie |
| ------ | ------------------- | --------- |
| Goud   | Solomon Bockarie    | 6,68 s    |
| Zilver | Hensley Paulina     | 6,69 s    |
| Brons  | Giovanni Codrington | 6,70 s    |

| rang   | atlete          | prestatie |
| ------ | --------------- | --------- |
| Goud   | Dafne Schippers | 7,03 s    |
| Zilver | Jamile Samuel   | 7,14 s    |
| Brons  | Naomi Sedney    | 7,30 s    |

### 200 m
| rang   | atleet              | prestatie |
| ------ | ------------------- | --------- |
| Goud   | Marvin Douma        | 21,22 s   |
| Zilver | Rodrigo Willy Broer | 21,81 s   |
| Brons  | Gaeonn Meyer        | 22,06 s   |

| rang   | atlete             | prestatie |
| ------ | ------------------ | --------- |
| Goud   | Nicky van Leuveren | 23,39 s   |
| Zilver | Naomi Sedney       | 23,46 s   |
| Brons  | Eva Hovenkamp      | 23,99 s   |

### 400 m
| rang   | atleet              | prestatie |
| ------ | ------------------- | --------- |
| Goud   | Bjorn Blauwhof      | 47,10 s   |
| Zilver | Tony van Diepen     | 47,52 s   |
| Brons  | Maarten Stuivenberg | 47,92 s   |

| rang   | atlete           | prestatie |
| ------ | ---------------- | --------- |
| Goud   | Lisanne de Witte | 52,61 s   |
| Zilver | Laura de Witte   | 53,65 s   |
| Brons  | Bianca Baak      | 54,78 s   |

### 800 m
| rang   | atleet               | prestatie |
| ------ | -------------------- | --------- |
| Goud   | Thijmen Kupers       | 1.46,21   |
| Zilver | Jaap Gerben Vellinga | 1.50,22   |
| Brons  | Bob van der Ham      | 1.50,40   |

| rang   | atlete           | prestatie |
| ------ | ---------------- | --------- |
| Goud   | Sifan Hassan     | 2.02,62   |
| Zilver | Sanne Verstegen  | 2.04,09   |
| Brons  | Suzanne Voorrips | 2.07,45   |

### 1500 m
| rang   | atleet            | prestatie |
| ------ | ----------------- | --------- |
| Goud   | Richard Douma     | 3.47,38   |
| Zilver | Mike Foppen       | 3.49,05   |
| Brons  | Valentijn Weinans | 3.49,11   |

| rang   | atlete              | prestatie |
| ------ | ------------------- | --------- |
| Goud   | Manon Kruiver       | 4.35,83   |
| Zilver | Lotte Krause        | 4.37,20   |
| Brons  | Merel van der Marel | 4.40,14   |

### 3000 m
| rang   | atleet         | prestatie |
| ------ | -------------- | --------- |
| Goud   | Dennis Licht   | 8.05,13   |
| Zilver | Nils Pennekamp | 8.20,19   |
| Brons  | Alwin Roovers  | 8.21,76   |

| rang   | atlete            | prestatie |
| ------ | ----------------- | --------- |
| Goud   | Yasmin Hillebrink | 9.49,59   |
| Zilver | Jasmijn Lau       | 10.10,49  |
| Brons  | Jolien de Waard   | 10.19,26  |

### 60 m horden
| rang   | atleet           | prestatie |
| ------ | ---------------- | --------- |
| Goud   | Jules de Bont    | 7,92 s    |
| Zilver | Paul Groen       | 8,00 s    |
| Brons  | Stefan Nieuwland | 8,08 s    |

| rang   | atlete        | prestatie |
| ------ | ------------- | --------- |
| Goud   | Nadine Visser | 8,18 s    |
| Zilver | Eefje Boons   | 8,19 s    |
| Brons  | Anouk Vetter  | 8,25 s    |

### verspringen
| rang   | atleet           | prestatie |
| ------ | ---------------- | --------- |
| Goud   | Ignisious Gaisah | 7,76 m    |
| Zilver | Pim Jehee        | 7,32 m    |
| Brons  | Yoeri Stieglis   | 6,98 m    |

| rang   | atlete                | prestatie |
| ------ | --------------------- | --------- |
| Goud   | Anouk Vetter          | 6,21 m    |
| Zilver | Sophie Klumper        | 6,00 m    |
| Brons  | Carola van Wagtendonk | 6,00 m    |

### hink-stap-springen
| rang   | atleet         | prestatie |
| ------ | -------------- | --------- |
| Goud   | Fabian Florant | 16,42 m   |
| Zilver | Sander Hage    | 15,20 m   |
| Brons  | Tarik Tahiri   | 15,02 m   |

| rang   | atlete          | prestatie |
| ------ | --------------- | --------- |
| Goud   | Patricia Krolis | 12,33 m   |
| Zilver | Louise Taatgen  | 12,31 m   |
| Brons  | Chante Samuel   | 12,25 m   |

### hoogspringen
| rang   | atleet           | prestatie |
| ------ | ---------------- | --------- |
| Goud   | Jan Peter Larsen | 2,13 m    |
| Zilver | Sven van Merode  | 2,13 m    |
| Zilver | Dave Brandhoff   | 2,10 m    |

| rang   | atlete          | prestatie |
| ------ | --------------- | --------- |
| Goud   | Linda Hurkmans  | 1,78 m    |
| Zilver | Tanita Hofmans  | 1,75 m    |
| Brons  | Katja Slangewal | 1,72 m    |

### polsstokhoogspringen
| rang   | atleet             | prestatie |
| ------ | ------------------ | --------- |
| Goud   | Menno Vloon        | 5,30 m    |
| Zilver | Koen van der Wijst | 5,00 m    |
| Brons  | Milan Meeuse       | 4,90 m    |

| rang   | atlete          | prestatie |
| ------ | --------------- | --------- |
| Goud   | Femke Pluim     | 4,50 m    |
| Zilver | Rianna Galiart  | 4,40 m    |
| Brons  | Kiliana Heymans | 4,10 m    |

### kogelstoten
| rang   | atleet            | prestatie |
| ------ | ----------------- | --------- |
| Goud   | Remco Goetheer    | 17,60 m   |
| Zilver | Tom Corstjens     | 17,20 m   |
| Brons  | Mathijs Damsteegt | 17,08 m   |

| rang   | atlete            | prestatie |
| ------ | ----------------- | --------- |
| Goud   | Melissa Boekelman | 17,68 m   |
| Zilver | Anouk Vetter      | 15,45 m   |
| Brons  | Benthe König      | 15,06 m   |

### Zevenkamp/Vijfkamp[1]
| rang   | atleet           | prestatie |
| ------ | ---------------- | --------- |
| Goud   | Pieter Braun     | 5736 p    |
| Zilver | Bas Markies      | 5660 p    |
| Brons  | Ferry van Diepen | 5235 p    |

| rang   | atlete             | prestatie |
| ------ | ------------------ | --------- |
| Goud   | Sophie Klumper     | 4160 p    |
| Zilver | Chanté Samuel      | 3870 p    |
| Brons  | Gejanne Lussenburg | 3822 p    |

1969 · 
1970 · 
1971 · 
1972 · 
1973 · 
1974 · 
1975 · 
1976 · 
1977 · 
1978 · 
1979 ·
1980 · 
1981 · 
1982 · 
1983 · 
1984 · 
1985 · 
1986 · 
1987 · 
1988 · 
1989 · 
1990 · 
1991 · 
1992 · 
1993 · 
1994 · 
1995 · 
1996 · 
1997 · 
1998 · 
1999 · 
2000 · 
2001 · 
2002 · 
2003 · 
2004 · 
2005 · 
2006 · 
2007 · 
2008 · 
2009 · 
2010 · 
2011 · 
2012 · 
2013 · 
2014 ·
2015 ·
2016 ·
2017 ·
2018 ·
2019 · 
2020 · 
2021 · 
2022 · 
2023 · 
2024 · 
2025